# Цуари (Сасари)
Цуари је насеље у Италији у округу Сасари, региону Сардинија.
Према процени из 2011. у насељу је живело 268 становника. Насеље се налази на надморској висини од 112 м.